# 旺角的天空
《旺角的天空》（英語：Most Wanted），為一部在1995年上映的黑幫警匪片，本片由陳木勝執導及監製，並由任達華、于榮光及鍾麗緹主演。

## 故事大鋼
樂文華為一個黑幫成員，和黑幫老大陸承風為出身入死的好兄弟，但在一次交易裏，陸承風得知樂文華為臥底，他為了不要被捕而駕車掉下海，後被判為死亡。
在幾天後樂文華因為成功破案而成功升職，但他卻不快樂，因為他覺得自己間接害死了陸承風，所以心都過意不去。
一天，樂文華重遇陸承風，原來當天他並沒有死，陸承風卻並沒有怪責樂文華，反而像聚舊一樣與他聊起來，陸承風和樂文華說他這次回來香港的原因是想找回一個朋友並拿回屬於他的東西，想要樂文華幫他駕車，他因為對陸承風有愧，所以答應了他。
第二天，陸承風叫樂文華幫他駕車都幼稚園，想不到陸承風居然拐帶了一名小孩，陸承風向樂文華解釋小孩的父親為一個奸商叫光頭英，多年前被其騙走了5000萬，回來香港是為了要拿回屬於自己的錢，他答應樂文華拿錢後會離開香港，樂文華聽完後決定再幫陸承風最後一次。誰知，陸承風拿錢後居然槍殺光頭英，並和樂文華坦白其實自己並沒原諒他，其實在暗中製造報仇計劃...

## 演員表
| 演員   | 角色   | 粵語配音 | 備註 |
| ------ | ------ | -------- | --- |
| 任達華 | 樂文華 | 任達華   | 來自香港的黑社會成員，陸承風的好兄弟，在小蓉和陸承風分手後與其相戀。本人實為臥底，和陸承風做兄弟其實為了收集他的犯罪證據。                   |
| 于榮光 | 陸承風 | 張炳強   | 香港黑幫老大，樂文華的好兄弟，後得知其為臥底後反目，後假意與其和好，對方卻不知。在幾天前假意駕車到海裏製造假死，自己暗中地計劃一個報仇計劃。 |
| 羅家英 | 光頭英 | 羅家英   | 奸商，在多年前騙走陸承風5000萬，令他捉走自己的兒子，後更被陸承風槍殺。                                                                       |
| 鍾麗緹 | 小蓉   | 陸惠玲   | 陸承風的女友，後得知其的奸計後，與其分手。對樂文華有感覺，後與其相戀。                                                                       |
| 陳少霞 | 古惑女 |          | 陸承風手下 |
| 陳啟泰 | 阿泰   | 潘文柏   | 警察，和樂文華不合。黃sir的下屬，後和多名警察捉捕陸承風。                                                                                    |
| 黃柏文 | 黃sir  | 陳永信   | 香港警官，樂文華和阿泰的上司，後和樂文華前往他的女友家裏時被陸承風設局炸死。                                                                 |
| 童愛玲 |        |          | 樂文華的女友，後被陸承風掉下樓身亡。 |

## 外部連結
- 香港影庫上《旺角的天空》的資料（繁體中文）
- 互联网电影数据库（IMDb）上《旺角的天空》的资料（英文）
- 豆瓣电影上《旺角的天空》的資料 （简体中文）
- 时光网上《旺角的天空》的資料（简体中文）
- AllMovie上《旺角的天空》的资料（英文）